# Canal Street (Manhattan)

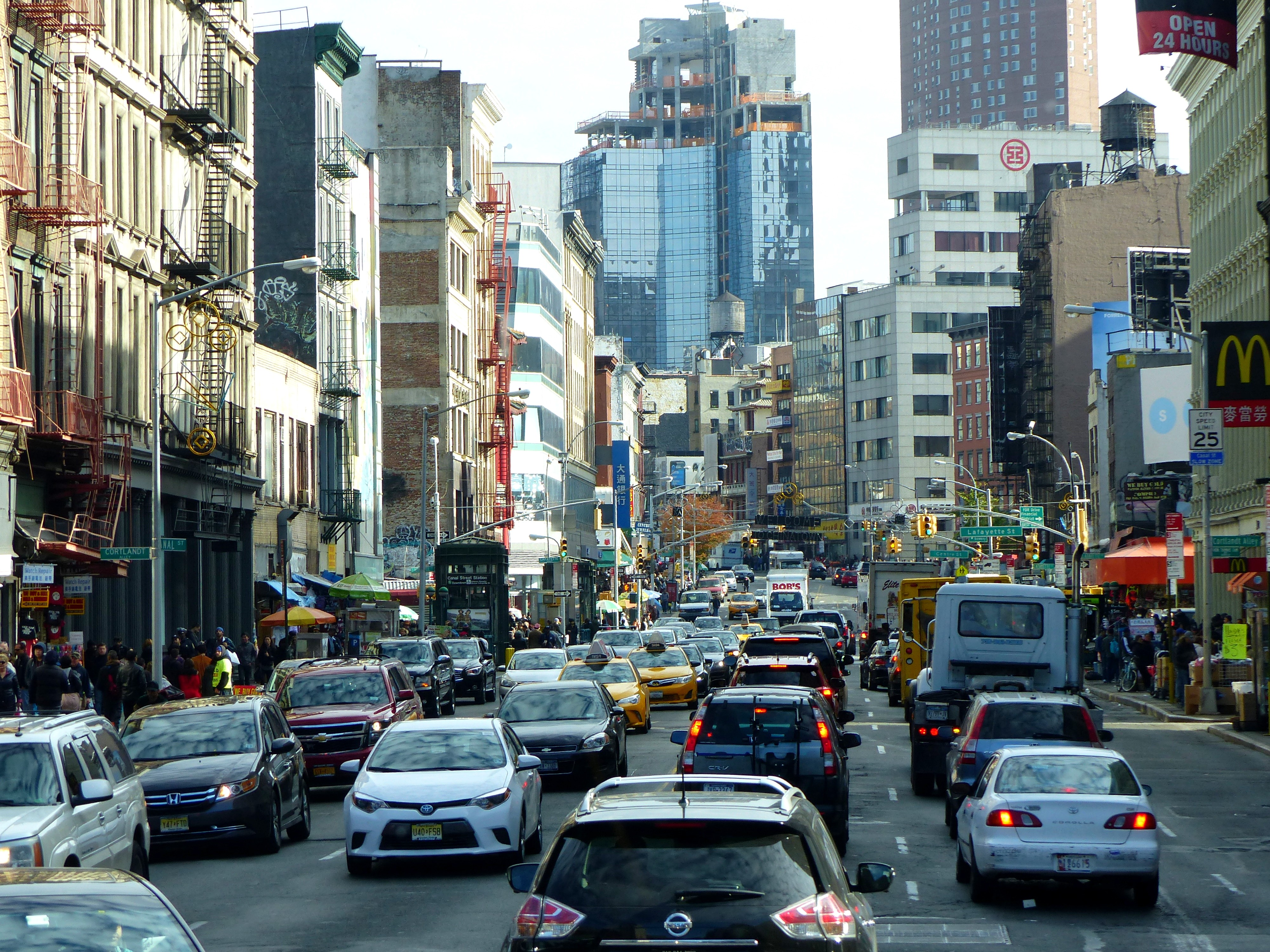
Canal Street, 2016

Canal Street is een straat in het noorden van Lower Manhattan in de Amerikaanse stad New York. De drukke verkeersas doorkruist de wijk Chinatown en verbindt de Lower East Side in het oosten met de West Side Highway en de wijk TriBeCa in het westen. Ze vormt de zuidelijke grens van de buurten SoHo en Little Italy. 

## Geschiedenis
Canal Street is een van de oudste straten van Manhattan en werd voltooid in 1820. Canal Street werd aangelegd op de locatie van het kanaal Fresh Water Pond, een trage stroom en tot aan het einde van de 18e eeuw een van de weinige natuurlijke zoetwaterbronnen in de stad. Het kanaal werd echter vervuild met afvalwater en afvoer van leerlooierijen, brouwerijen of andere fabrieken in de omgeving. 
De stad voorzag afwatering die het pad van de stroom naar de Hudson voortzette en die ondergrondse waterbronnen, die het drasland bewaterden, doorstuurde. De waterweg werd met succes leeggepompt rond 1815. Verschillende historische herenhuizen en nieuwere woningen die langs Canal Street waren gebouwd, raakten snel in verval en het oostelijke deel van Canal Street kwam binnen het bereik van de beruchte sloppenwijk Five Points toen de economische groei kelderde. 
Begin 20e eeuw namen juweliers hun intrek in de straat, maar ze zouden later verhuizen naar de modernere buurt op 47th Street. Het gedeelte van Canal Street tot Avenue of the Americas was de belangrijkste markt van elektronica voor een kwarteeuw, met name tot en met de afbraak van Radio Row voor de bouw van het World Trade Center in de jaren 60. 
Begin 21e eeuw is Canal Street een drukke verkeersas in Lower Manhattan, aangezien het een oost-westverbinding is tussen East Broadway en de West Side Highway.

## Openbaar vervoer
De straat is makkelijk bereikbaar via de metrostations Canal Street, Canal Street (Broadway-Seventh Avenue), Canal Street (Eighth Avenue) en East Broadway (Sixth Avenue).